# كنيسة السيدة العذراء في بابليون الدرج
كنيسة السيدة العذراء في بابليون الدرج هي كنيسة قبطية أرثوذكسية في القاهرة القبطية، بنيت في القرن الحادي عشر الميلادي.

## تاريخ
دُفن سبعة من البطاركة الأقباط في كنيسة السيدة العذراء في بابليون الدرج. وكان من بينهم البابا زكريا.
اعتاد البابا كيرلس السادس أن يصلي في الكنيسة قبل توليه البابوية. ووفقا للتقاليد، كانت الكنيسة واحدة من الأماكن التي استراحت فيها العائلة المقدسة أثناء مكوثهم في مصر، وكذلك الموقع الذي أرسل منه بطرس الرسول رسالته الاولي (1 بطرس 13:5).
كما تحتوي الكنيسة على رفات القديسة دميانة والقديس سمعان الخراز.

## نظام بناء الكنيسة
شكل بناء الكنيسة يحاكي الكنائس القبطية الأخرى: رواق وصحن وخورس الشمامسة وممران شمالي وجنوبي وثلاثة مذابح. تُخصَصُ المذبح الشمالي لمريم العذراء ويستخدم المذبح الجنوبي كمزار. يحتوي على العديد من أيقونات القرن التاسع عشر للعذراء القديسة والقديسين دميانة واسطفانوس وبربارة وشنودة والانبا بولا الناسك والقديس انطونيوس وبطرس الرسول وبولس الرسول.

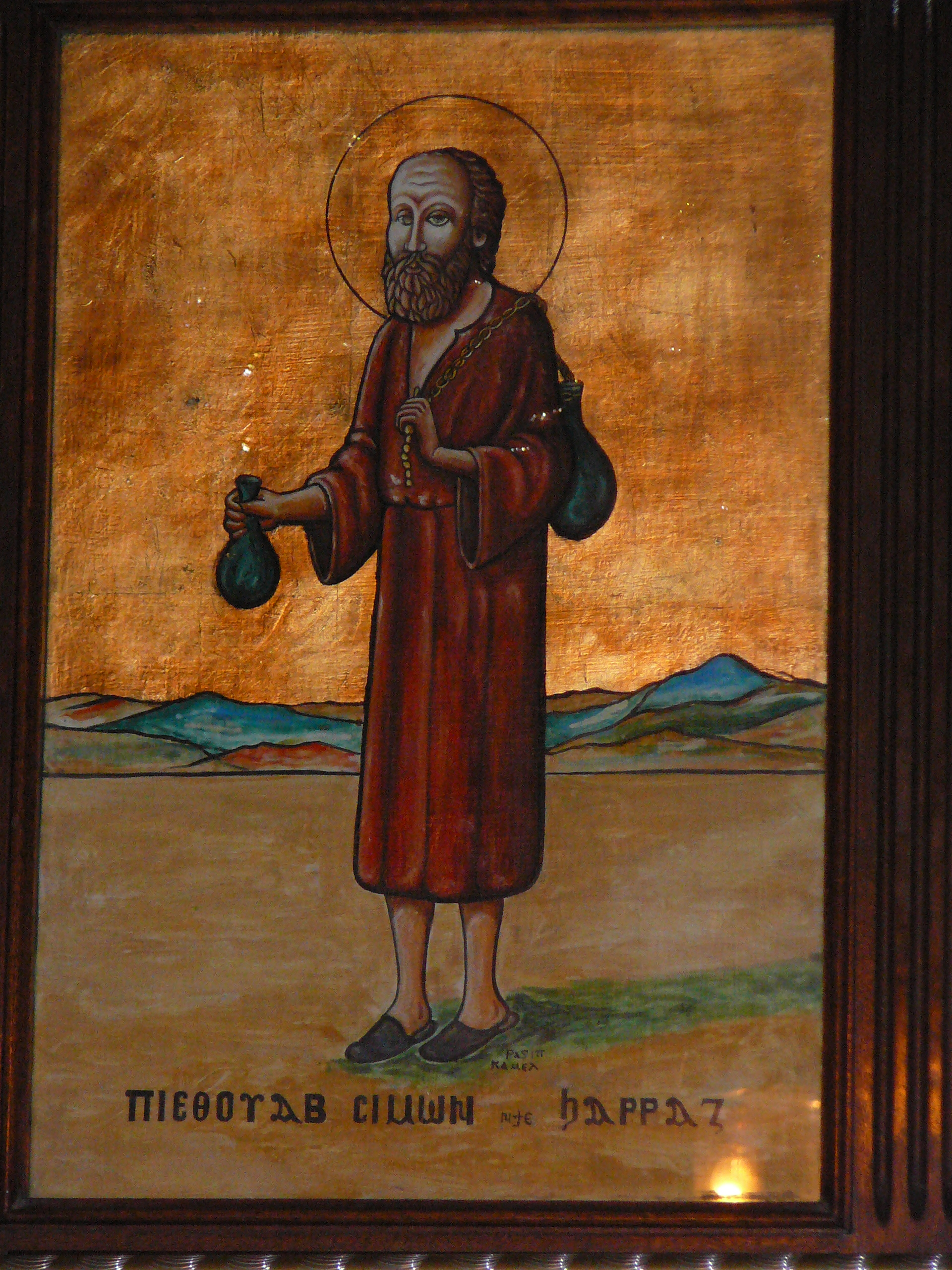
أيقونة قبطية للقديس سمعان الخراز (يصور على أنه رجل أعور يحمل كيسًا من الماء، حيث كان يحمل الماء للمرضى وكبار السن كل صباح قبل الذهاب إلى العمل).